# Campagne, Hérault
Campagne là một xã thuộc tỉnh Hérault trong vùng Occitanie ở phía nam nước Pháp. Xã này nằm ở khu vực có độ cao trung bình 30 mét trên mực nước biển. Dân số thời điểm năm 1999 là 233 người.